# 孙幼军
孙幼军（1933年6月23日—2015年8月6日），中国儿童文学作家，主要作品有长篇童话《小布头奇遇记》和系列童话《怪老头儿》。1990年，孙幼军获得国际儿童图书评议会（IBBY）颁发的"荣誉作品证书"，并获国际安徒生文学奖提名。

## 生平
孙幼军出生于中国哈尔滨，6岁时随全家流亡关内。1946年返回东北，1948年在国立长春大学执教的父亲去世。1950年孙幼军进入二七步兵学校，随后转入部队:74-75。1954年孙幼军考入北京俄文专修学校二部，次年入北京大学中文系就读；1960年，毕业分配到外交学院执教。
1961年，中国少年儿童出版社出版了孙幼军的第一本长篇童话《小布头奇遇记》。
文革时期，孙幼军曾去江西农村“五七干校”三年；1972年底调回北京，教驻华使馆工作人员学习汉语:2-4。1980年，加入中国作家协会；1993年1月，结束前后两期共四年的“合同作家”生活，由北京作协转回外交学院；1993年8月，孙幼军应邀赴日本参加在福冈和宗像市召开的亚洲儿童文学大会并作大会发言。2015年8月6日孙幼军在北京清华长庚医院去世，享年82岁。

## 作品
- 《小布头奇遇记》（1961年）讲述小布娃娃“小布头”和好朋友苹苹吵架后，决定做一个勇敢的小朋友离家出走之后的经历，此书出版累计册数达百万以上。
- 《小狗的小房子》（1981年）获得中国作协第一届全国优秀儿童文学奖。
- 《怪老头儿》（1993年）获中国作协第二届全国优秀儿童文学奖。
- 《唏哩呼噜历险记》（1996年）获得中国作协第四届全国优秀儿童文学奖[4]
- 《怪老头儿随想录》（1999年）获得中国作协第五届全国优秀儿童文学奖
- 《小贝流浪记》（1970年代）讲述小白猫"小贝"与家人失散后的寻家之旅。